# Willy Wendler
Willy Wendler (* 12. Februar 1883 in Wechselburg; † nach 1966) war ein deutscher Bergmann und KPD/SED-Kulturfunktionär.

## Leben
Er wurde als Sohn eines Tischlers in Wechselburg im Tal der Zwickauer Mulde geboren. Auf Wunsch seines Vaters erlernte er nach dem Abschluss seiner Volksschulausbildung den Beruf eines Bäckers. Nach Ausbruch des Ersten Weltkrieges wurde er 1916 zum Militärdienst einberufen und kämpfte lange Zeit an der Westfront. Als er im Dezember 1918 aus dem Krieg zurückkehrte, bestand für ihn keine Möglichkeit mehr, als Bäcker tätig zu sein. Er ging in die Stadt Oelsnitz/Erzgeb., um dort als Bergarbeiter im Steinkohlenbergbau tätig zu werden.
Willy Wendler trat schon bald der Arbeitersportbewegung bei, wurde KPD-Mitglied und nahm an der Niederschlagung des Kapp-Putsches teil.
Nach dem Ende des Zweiten Weltkrieges nahm er als Aktivist der ersten Stunde an der Reaktivierung des Steinkohlenbergbaus teil, wurde Kulturfunktionär seines Betriebes und sorgte in Oelsnitz dafür, daß das Leben wieder zu pulsieren begann. In seiner Heimatstadt Oelsnitz war er Mitgründer des FDGB, der DSF, der Volkssolidarität und der Kulturbundes. Im Vorstand des Letzteren arbeitete er über zwei Jahrzehnte vor allem im Klubhaus „Hans Marchwitza“ in Oelsnitz, in dessen Klubrat er Mitglied war. Außerdem war er aktiver Sänger im Volkschor Oelsnitz/Erzgeb., organisierte die Theateranrechte in Chemnitz (Karl-Marx-Stadt) und Zwickau und vertrat den Ortsausschuss sowie den Wohnbezirk der Nationalen Front.

## Ehrungen
- Ehrennadel der SED
- Ehrennadel des FDGB
- Ehrennadel der Nationalen Front
- Aufbaunadel der Nationalen Front